# Parkinson (TV-program)
Parkinson är en brittisk pratshow som sändes 1971–2007 med Michael Parkinson som värd.
Programmet sändes för första gången på BBC1 den 19 juni 1971. Det sändes även i omgångar på ITV, däribland sista säsongen, där det sista programmet sändes den 22 december 2007. I Sverige har programmet sänts på SVT.

## Gäster
Enligt Michael Parkinsons egna beräkningar intervjuade han över 2 000 av världens mest berömda personer genom åren, däribland: Jack Lemmon, Walter Matthau, Muhammad Ali, Bing Crosby, George Best, Bob Hope, Peter Ustinov, Shirley MacLaine, Robert Redford, Tina Turner, Jennifer Lopez, Tom Hanks, Michael Caine, Sean Connery, Rowan Atkinson,  Daniel Craig, Liberace, Nicholas Lyndhurst, Dustin Hoffman,  Ingrid Bergman,  Bette Midler, Celine Dion, Raquel Welch, Oliver Reed, Richard Harris, Jon Pertwee, Joan Collins, Peter Cook, Dudley Moore, Kenneth Williams, Ronnie Barker, Billy Connolly, Gene Wilder, Ewan McGregor, David Bowie, John Cleese, Eric Idle, Dave Allen, Michael Crawford, Gary Glitter, John Lennon, Miss Piggy, Noel Gallagher, Tom Cruise, Edith Evans, Barry, Robin och Maurice Gibb, Mark Knopfler, Luciano Pavarotti, Cher, Madonna, Elton John, David Beckham, Victoria Beckham, Geri Halliwell, Rod Stewart, Phil Collins, Justin Timberlake, Robbie Williams, Ray Winstone, Kate Winslet, Cameron Diaz, Michael Palin, Richard Attenborough, David Attenborough, Mel Gibson, Viggo Mortensen, George Michael, Pierce Brosnan, k.d. lang, Sarah, hertiginna av York, Paul Schrader, Peter Sellers, Paul McCartney, Anthony Hopkins, Jeremy Clarkson, Simon Cowell, Sharon Osbourne, Ozzy Osbourne, Julie Andrews, Dame Edna Everage, Helen Mirren, Tommy Cooper, Judi Dench, Naomi Campbell, Barry White, Harold Wilson, Tony Blair, Olivia Newton-John, Billie Piper, David Tennant, Denzel Washington, Gillian Anderson, Clint Eastwood, Sandra Bullock, Joan Rivers, Bonnie Tyler och Buddy Rich.
Under 1970-talet lockade Parkinson tidigare stora Hollywood-stjärnor till sig, såsom Fred Astaire, Orson Welles, James Stewart, John Wayne, Mickey Rooney, David Niven, Gene Kelly, James Cagney och Robert Mitchum, inte för att de hade en film att marknadsföra, utan för att de ville ha en pratstund. Parkinson har dock hävdat att det förekom lika mycket marknadsföring på 1970-talet som senare år. 
Många gäster dök upp mer än en gång genom programmets säsonger. Rekordet innehas av den skotske komikern Billy Connolly, efter att ha varit gäst vid femton tillfällen. Connollys sista medverkan i Parkinsons var i det näst sista programmet, vilket sändes den 16 december 2007.

## Sändningar

### Originalserien
| Säsong | Startdatum        | Slutdatum        | Avsnitt |
| BBC    | BBC               | BBC              | BBC     |
| ------ | ----------------- | ---------------- | ------- |
| 1      | 19 juni 1971      | 12 december 1971 | 21      |
| 2      | 3 juni 1972       | 17 april 1973    | 37      |
| 3      | 8 september 1973  | 22 januari 1974  | 23      |
| 4      | 28 augusti 1974   | 25 december 1974 | 18      |
| 5      | 30 augusti 1975   | 14 februari 1976 | 24      |
| 6      | 4 september 1976  | 7 april 1977     | 25      |
| 7      | 3 september 1977  | 2 januari 1978   | 18      |
| 8      | 2 september 1978  | 10 februari 1979 | 24      |
| 9      | 22 september 1979 | 15 mars 1980     | 49      |
| 10     | 6 september 1980  | 7 mars 1981      | 45      |
| 11     | 3 oktober 1981    | 3 april 1982     | 50      |
| 14     | 9 januari 1998    | 5 december 1998  | 11      |
| 15     | 8 januari 1999    | 17 december 1999 | 15      |
| 16     | 21 januari 2000   | 7 april 2000     | 12      |
| 17     | 8 september 2000  | 12 november 2000 | 10      |
| 18     | 17 februari 2001  | 21 april 2001    | 10      |
| 19     | 22 september 2001 | 24 december 2001 | 10      |
| 20     | 23 februari 2002  | 18 maj 2002      | 10      |
| 21     | 21 september 2002 | 24 december 2002 | 10      |
| 22     | 22 februari 2003  | 3 maj 2003       | 9       |
| 23     | 20 september 2003 | 29 november 2003 | 10      |
| 24     | 21 februari 2004  | 24 april 2004    | 10      |
| ITV    |                   |                  |         |
| 12     | 28 mars 1987      | 16 maj 1987      | 8       |
| 13     | 28 maj 1988       | 23 juli 1988     | 8       |
| 25     | 4 september 2004  | 25 december 2004 | 11      |
| 26     | 12 februari 2005  | 9 april 2005     | 9       |
| 27     | 8 oktober 2005    | 24 december 2005 | 11      |
| 28     | 4 mars 2006       | 22 april 2006    | 8       |
| 29     | 16 september 2006 | 23 december 2006 | 13      |
| 30     | 5 maj 2007        | 23 juni 2007     | 7       |
| 31     | 15 september 2007 | 17 november 2007 | 9       |

### Specialer
| Datum            | Titel                  |
| ---------------- | ---------------------- |
| 10 april 1982    | 10 Years of Parkinson  |
| 23 juni 2006     | The Best of Parkinson  |
| 24 november 2007 | The Music Special      |
| 16 december 2007 | The Final Conversation |
| 22 december 2007 | The Final Show         |